# Компаньони, Акилле
Акилле Компаньони (итал. Achille Compagnoni, 26 сентября 1914 — 13 мая 2009) — итальянский альпинист, первым покоривший (вместе с Лино Лачеделли) вторую вершину мира Чогори (К2) 31 июля 1954 года. Кавалер Большого креста ордена «За заслуги перед Итальянской Республикой» (2003).

## Биография
Акилле Компаньони родился в Санта-Катерина-ди-Вальфурва в Ломбардии. С 18 лет служил в армии, в 5-м альпийском полку (итал. 5º Reggimento alpini). В 1934 году был переведён на швейцарскую границу, к Маттерхорну, где продолжил занятия альпинизмом.
В 1953 году Компаньони был отобран для участия в экспедиции в восхождении на Чогори, её руководителем, Ардито Дезио. Вместе с Лино Лачеделли стал первым покорителем вершины. При спуске отморозил несколько пальцев, в результате чего после экспедиции долгое время находился в больнице. После возвращения Компаньони судился с Итальянской федерацией альпинизма за право авторства снимков и фильма, сделанных во время восхождения.
В 1959 году снялся в роли военного капеллана в фильме Марио Моничелли «Большая война», на следующий год снялся в фильме Луиджи Коменчини «Все дома» в роли партизана. Впоследствии он работал проводником в горах, затем содержал отель. Умер 13 мая 2009 года в больнице в Аосте.

## Экспедиция на Чогори
Компаньони был назначен руководителем двойки, которая должна была идти на восхождение. Другая двойка, состоявшая из Вальтера Бонатти и буриша Амира Махди, должна была обеспечить им достаточно кислорода для восхождения. Компаньони устроил последний, девятый, лагерь, из которого они впоследствии вышли на восхождение, выше и в менее удобном месте, чем это было предусмотрено изначально. Он сам объяснял это тем, что первоначальное место было слишком опасным, в то же время делались предположения, что таким образом он хотел не дать более физически подготовленному Бонатти первым подняться на вершину. В результате Бонатти и Махди не смогли добраться до палатки и вынуждены были провести ночь на стене, и Махди отморозил пальцы рук и ног.
По официальному сообщению, при подъёме было израсходовано слишком много кислорода, и двойка завершала подъём уже без кислородных масок. Бонатти, обвинённый в том, что он израсходовал слишком много кислорода, после экспедиции вынужден был подавать в суд. В 2004 году Лачеделли подтвердил версию Бонатти, а в 2008 году Итальянская федерация альпинизма официально признала эту версию.